# Coblentz (cratera marciana)
Coblentz é uma cratera marciana. Tem como característica 112 quilômetros de diâmetro. O seu nome é em homenagem a William Coblentz, um físico estadunidense.